# シャージャハーンプル

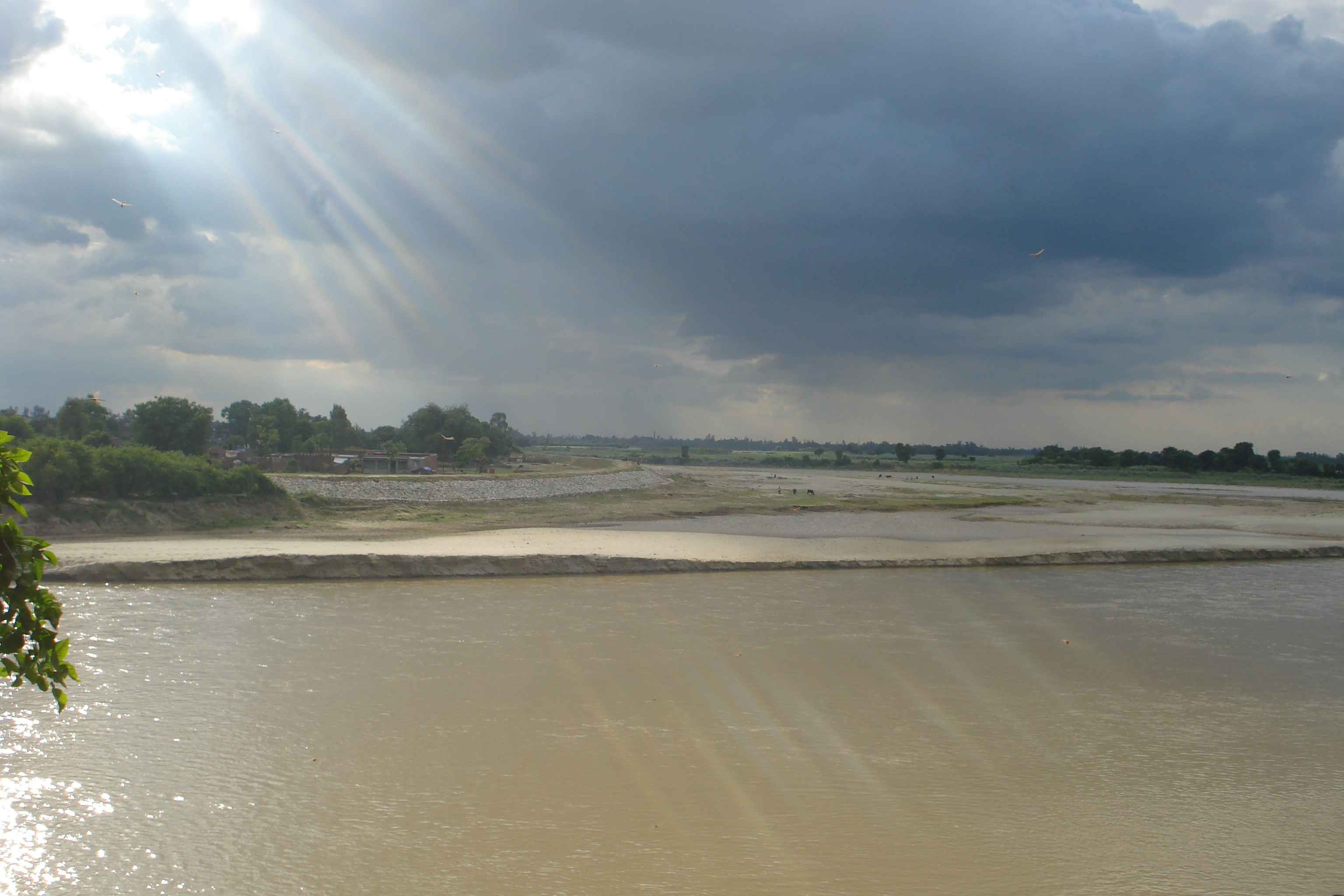
シャージャハーンプルを流れる川

シャージャハーンプル（ヒンディー語：शाहजहाँपुर、英語：Shahjahanpur）は、インドのウッタル・プラデーシュ州、シャージャハーンプル県の都市。都市の名はシャー・ジャハーンの名にちなむ。

## 歴史
シャージャハーンプルは17世紀、ディリール・ハーンによって建設された。ディリール・ハーンはアフガニスタンのカンダハール出身の人物である。

## 人口
2011年の統計で、346,103人。